# Zariá (Novopokróvskaya, Krasnodar)
Zariá (del ruso: Заря) es un posiólok del raión de Novopokróvskaya del krai de Krasnodar, en Rusia. Está situado en las llanuras de Kubán-Priazov, 24 km al noroeste de Novopokróvskaya y 167 km al nordeste de Krasnodar, la capital del krai. Tenía 239 habitantes en 2010.
Pertenece al municipio Nezamayevskoye.